# Exetastes gracilicornis
Exetastes gracilicornis är en stekelart som beskrevs av Johann Ludwig Christian Gravenhorst 1829. Exetastes gracilicornis ingår i släktet Exetastes och familjen brokparasitsteklar. Arten är reproducerande i Sverige. Inga underarter finns listade i Catalogue of Life.